# Belet
Belet est une formation d'albédo sombre à la surface du satellite Titan de la planète Saturne.

## Caractéristiques
Belet est centrée sur 5° de latitude sud et 255° de longitude ouest.

## Observation
Belet a été découverte par les images transmises par la sonde Cassini.
Elle a reçu le nom d'un paradis dans la mythologie malaise.